# Something 'bout the Kiss
Singles de Namie Amuro
Toi et moi
(1999) Love 2000
(2000)
Something 'bout the Kiss est le 13e single régulier de Namie Amuro sorti sur le label Avex Trax, ou le 15e sous son seul nom en comptant ceux du label Toshiba-EMI.
Il sort le 1er septembre 1999 au Japon, en deux versions : mini-CD single au format 8 centimètres, et maxi-single au format 12 centimètres avec un titre supplémentaire, ce dernier format devenant la norme pour les singles au Japon. La version 12cm atteint la 3e place du classement de l'Oricon, se vend à 130 510 exemplaires la première semaine, et reste classée pendant 8 semaines, pour un total de 253 500 ventes. La version 8cm atteint quant à elle la 7e place du classement de l'Oricon, se vend à 49 160 exemplaires la première semaine, et reste classée pendant 8 semaines, pour un total de 115 880 ventes. Les deux versions cumulées se vendent donc à 369 380 exemplaires. Une édition limitée au format vinyle sort aussi deux mois plus tard.
La chanson-titre est le premier titre écrit et produit pour Namie Amuro par le producteur américain Dallas Austin, et a été utilisée comme thème pour une campagne publicitaire pour la marque Kose, à laquelle participa Amuro. Le titre supplémentaire de la version 12cm en est une version remixée. Le titre en "face B" est une reprise de You Are the One, écrit et produit par Tetsuya Komuro, interprétée avec le groupe américain Imajin. Les deux titres figurent sur l'album Genius 2000.

## Liste des titres
Mini-single 8cm
| 1. | SOMETHING 'BOUT THE KISS (Straight Run) | 4:27 |
| 2. | YOU ARE THE ONE (featuring IMAJIN)      | 5:33 |
| 3. | SOMETHING 'BOUT THE KISS (Instrumental) | 4:25 |

Maxi-single 12cm
| 1. | SOMETHING 'BOUT THE KISS (Straight Run)    | 4:27 |
| 2. | YOU ARE THE ONE (featuring IMAJIN)         | 5:33 |
| 3. | SOMETHING 'BOUT THE KISS (The all out mix) | 5:54 |
| 4. | SOMETHING 'BOUT THE KISS (Instrumental)    | 4:25 |